# Marie Hrachová
Marie Hrachová (* 12. November 1963 in Ostrava) ist eine tschechische Tischtennisspielerin. Sie gehörte in den 1980er Jahren zu den besten Spielerinnen der ČSSR. Hrachová und ihr Landsmann Jindřich Panský galten als eines der besten europäischen Mixed-Paare.

## Jugend
Als Neunjährige begann Hrachová mit dem Tischtennissport. Zwei Jahre später wurde sie von der Nationaltrainerin Marta Novotná entdeckt und gefördert. 1978 begannen ihre internationalen Erfolge mit Platz 2 bei der Europameisterschaft der Jugend. 1979 gewann sie die Jugend-Europameisterschaft im Doppel mit Alice Pelikanova, ein Jahr später holte sie den Titel im Einzel und im Mixed (mit Vladislav Broda). 1981 erzielte sie bei dieser EM dreimal Silber: Im Einzel, Doppel (mit Miluse Kocova) und im Mixed (mit Vladislav Broda).

## Erwachsene
Von 1979 bis 1991 nahm Hrachová an sieben Weltmeisterschaften teil.    Bei ihrer ersten WM 1979 sorgte sie für Aufsehen, als sie gegen die nordkoreanische Weltmeisterin Pak Yung-sun gewann. 1985 erreichte sie mit Panský das Endspiel im Mixed.
Bei Europameisterschaften siegte sie 1986 mit Panský im Mixed. Silbermedaillen holte sie bei EMs 1984 im Mixed (mit Panský), 1986 im Doppel (mit Bettine Vriesekoop) sowie 1988 und 1990 mit dem tschechischen Team.
1984 belegte sie Platz 1 im europäischen Ranglistenturnier Europe TOP-12. 1988 und 1992 wurde sie für die Olympischen Sommerspiele nominiert. 1993 beendete sie ihre internationale Laufbahn.
1990 wechselte Hrachová zum französischen Verein A.C.Boulogne-Billancourt. Anfang der 2000er Jahre spielte sie bei Frýdlant nad Ostravicí.

## Trainerin
Im November 2010 übernahm Hrachová von Jana Dobešová das Amt als Nationaltrainerin der tschechischen Juniorenauswahl.

## Turnierergebnisse
| Verband | Veranstaltung                         | Jahr | Ort                    | Land | Einzel        | Doppel           | Mixed         | Team |
| ------- | ------------------------------------- | ---- | ---------------------- | ---- | ------------- | ---------------- | ------------- | ---- |
| TCH     | Europameisterschaft                   | 1992 | Stuttgart              | GER  | Halbfinale    | Viertelfinale    |               |      |
| TCH     | Europameisterschaft                   | 1990 | Göteborg               | SWE  | Viertelfinale |                  |               | 2    |
| TCH     | Europameisterschaft                   | 1988 | Paris                  | FRA  |               | Halbfinale       |               | 2    |
| TCH     | Europameisterschaft                   | 1986 | Prag                   | TCH  | letzte 16     | Silber           | Gold          |      |
| TCH     | Europameisterschaft                   | 1984 | Moskau                 | URS  | Halbfinale    | Halbfinale       | Silber        |      |
| TCH     | Europameisterschaft                   | 1982 | Budapest               | HUN  | letzte 16     |                  | Viertelfinale |      |
| TCH     | Europameisterschaft                   | 1980 | Bern                   | SUI  |               | Viertelfinale    |               |      |
| TCH     | Jugend-Europameisterschaft (Kadetten) | 1978 | Barcelona              | ESP  | Silber        |                  |               |      |
| TCH     | Jugend-Europameisterschaft (Junioren) | 1981 | Topolcany              | TCH  | Silber        | Silber           | Silber        |      |
| TCH     | Jugend-Europameisterschaft (Junioren) | 1980 | Poznań                 | POL  | Gold          |                  | Gold          |      |
| TCH     | Jugend-Europameisterschaft (Junioren) | 1979 | Roma                   | ITA  |               | Gold             |               |      |
| TCH     | EURO-TOP12                            | 1991 | Hertogenbosch          | NED  | 4             |                  |               |      |
| TCH     | EURO-TOP12                            | 1990 | Hannover               | FRG  | 9             |                  |               |      |
| TCH     | EURO-TOP12                            | 1989 | Charleroi              | BEL  | 9             |                  |               |      |
| TCH     | EURO-TOP12                            | 1986 | Sodertalje             | SWE  | 8             |                  |               |      |
| TCH     | EURO-TOP12                            | 1985 | Barcelona              | ESP  | 3             |                  |               |      |
| TCH     | EURO-TOP12                            | 1984 | Bratislava             | TCH  | 1             |                  |               |      |
| TCH     | EURO-TOP12                            | 1983 | Cleveland              | ENG  | 5             |                  |               |      |
| TCH     | EURO-TOP12                            | 1982 | Nantes                 | FRA  | 3             |                  |               |      |
| TCH     | EURO-TOP12                            | 1981 | Miskolc                | HUN  | 7             |                  |               |      |
| TCH     | Olympische Spiele                     | 1992 | Barcelona              | ESP  | letzte 16     | sofort ausgesch. |               |      |
| TCH     | Olympische Spiele                     | 1988 | Seoul                  | KOR  | 4             | 5                |               |      |
| TCH     | Weltmeisterschaft                     | 1991 | Chiba City             | JPN  | letzte 16     | letzte 16        | letzte 32     | 7    |
| TCH     | Weltmeisterschaft                     | 1989 | Dortmund               | FRG  | letzte 32     | letzte 32        | letzte 32     | 7    |
| TCH     | Weltmeisterschaft                     | 1987 | New Delhi              | IND  | Viertelfinale | Viertelfinale    | Viertelfinale | 9    |
| TCH     | Weltmeisterschaft                     | 1985 | Göteborg               | SWE  | letzte 32     | letzte 16        | Silber        | 8    |
| TCH     | Weltmeisterschaft                     | 1983 | Tokio                  | JPN  | letzte 16     | letzte 16        | letzte 16     | 6    |
| TCH     | Weltmeisterschaft                     | 1981 | Novi Sad               | YUG  | letzte 32     | letzte 64        | letzte 16     | 10   |
| TCH     | Weltmeisterschaft                     | 1979 | Pyongyang              | PRK  | Qual          | letzte 16        | letzte 16     | 7    |
| TCH     | World Doubles Cup                     | 1990 | Seoul                  | KOR  |               | Viertelfinale    |               |      |
| TCH     | WTC-World Team Cup                    | 1991 | Barcelona              | ESP  |               |                  |               | 5    |
| TCH     | WTC-World Team Cup                    | 1990 | Hokkaido, Aomori, Niig | JPN  |               |                  |               | 5    |